# Saint-Christophe-sur-Avre
Pour les articles homonymes, voir Saint-Christophe et Avre.
Saint-Christophe-sur-Avre est une commune française située dans le département de l'Eure, en région Normandie.

## Géographie
Comme son nom l'indique, cette commune est traversée par l'Avre, affluent de l'Eure et donc sous-affluent de la Seine.
| Gournay-le-Guérin | Les Barils, Gournay-le-Guérin | Pullay                                      |
| Beaulieu (Orne)   | Saint-Christophe-sur-Avre     | Saint-Victor-sur-Avre                       |
| Chennebrun        | Armentières-sur-Avre          | Armentières-sur-Avre, Saint-Victor-sur-Avre |

### Hydrographie
La commune est située dans le bassin Seine-Normandie. Elle est drainée par l'Avre, deux bras de l'Avre et un autre petit cours d'eau,.
L'Avre, d'une longueur de 80 km, prend sa source dans la commune de Tourouvre au Perche et se jette  dans l'Eure en limite de Montreuil et de Saint-Georges-Motel, après avoir traversé 29 communes. Les caractéristiques hydrologiques de l'Avre sont données par la station hydrologique située sur la commune de Saint-Christophe-sur-Avre. Le débit moyen mensuel est de 0,35 m3/s. Le débit moyen journalier maximum est de 10,1 m3/s, atteint lors de la crue du 13 juin 2018. Le débit instantané maximal est quant à lui de 14,7 m3/s, atteint le 12 juin 2018.

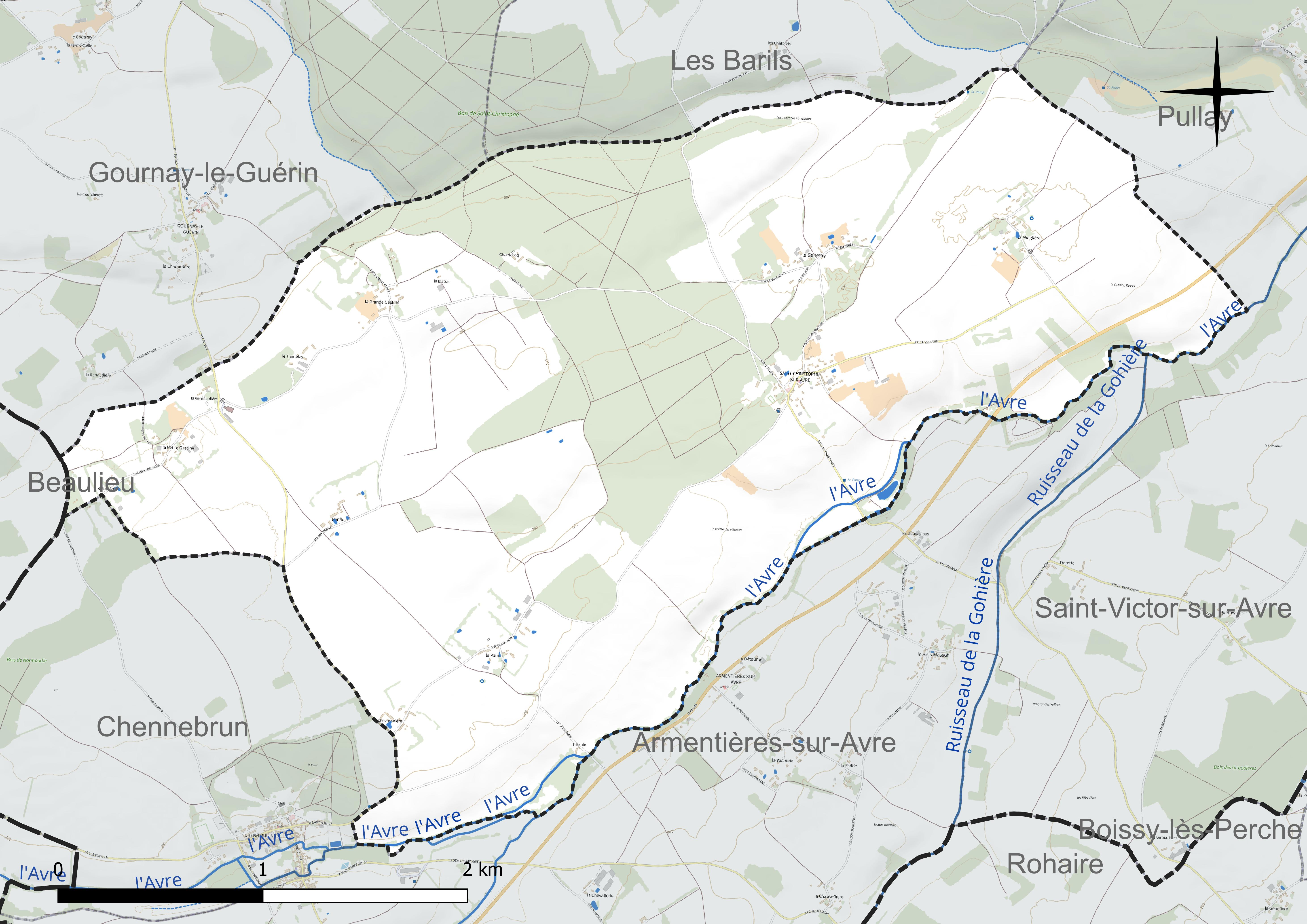
Réseau hydrographique de Saint-Christophe-sur-Avre.

### Climat
Pour des articles plus généraux, voir Climat de la Normandie et Climat de l'Eure.
En 2010, le climat de la commune est de type climat océanique dégradé des plaines du Centre et du Nord, selon une étude du CNRS s'appuyant sur une série de données couvrant la période 1971-2000. En 2020, Météo-France publie une typologie des climats de la France métropolitaine dans laquelle la commune est dans une zone de transition entre le climat océanique et le climat océanique altéré et est dans la région climatique  Normandie (Cotentin, Orne), caractérisée par une pluviométrie relativement élevée (850 mm/a) et un été frais (15,5 °C) et venté. Parallèlement le GIEC normand, un groupe régional d’experts sur le climat, différencie quant à lui, dans une étude de 2020, trois grands types de climats pour la région Normandie, nuancés à une échelle plus fine par les facteurs géographiques locaux. La commune est, selon ce zonage, exposée à un « climat contrasté des collines », correspondant au Pays d'Ouche et au Perche et bénéficiant d’un caractère continental affirmé avec des précipitations atténuées et des amplitudes thermiques fortes.
Pour la période 1971-2000, la température annuelle moyenne est de 10,2 °C, avec  une amplitude thermique annuelle de 14,4 °C. Le cumul annuel moyen de précipitations est de 709 mm, avec 11,9 jours de précipitations en janvier et 8 jours en juillet. Pour la période 1991-2020, la température moyenne annuelle observée sur la station météorologique la plus proche, située sur la commune de Beaulieu à 6 km à vol d'oiseau, est de 10,5 °C et le cumul annuel moyen de précipitations est de 836,7 mm,. Pour l'avenir, les paramètres climatiques de la commune estimés pour 2050 selon différents scénarios d’émission de gaz à effet de serre sont consultables sur un site dédié publié par Météo-France en novembre 2022.

## Urbanisme

### Typologie
Au 1er janvier 2024, Saint-Christophe-sur-Avre est catégorisée commune rurale à habitat très dispersé, selon la nouvelle grille communale de densité à 7 niveaux définie par l'Insee en 2022.
Elle est située hors unité urbaine. Par ailleurs la commune fait partie de l'aire d'attraction de Verneuil d'Avre et d'Iton, dont elle est une commune de la couronne,. Cette aire, qui regroupe 24 communes, est catégorisée dans les aires de moins de 50 000 habitants,.

### Occupation des sols
L'occupation des sols de la commune, telle qu'elle ressort de la base de données européenne d’occupation biophysique des sols Corine Land Cover (CLC), est marquée par l'importance des territoires agricoles (79,2 % en 2018), une proportion sensiblement équivalente à celle de 1990 (80 %). La répartition détaillée en 2018 est la suivante : 
terres arables (62,4 %), forêts (20,8 %), prairies (14,9 %), zones agricoles hétérogènes (1,9 %). L'évolution de l’occupation des sols de la commune et de ses infrastructures peut être observée sur les différentes représentations cartographiques du territoire : la carte de Cassini (XVIIIe siècle), la carte d'état-major (1820-1866) et les cartes ou photos aériennes de l'IGN pour la période actuelle (1950 à aujourd'hui).

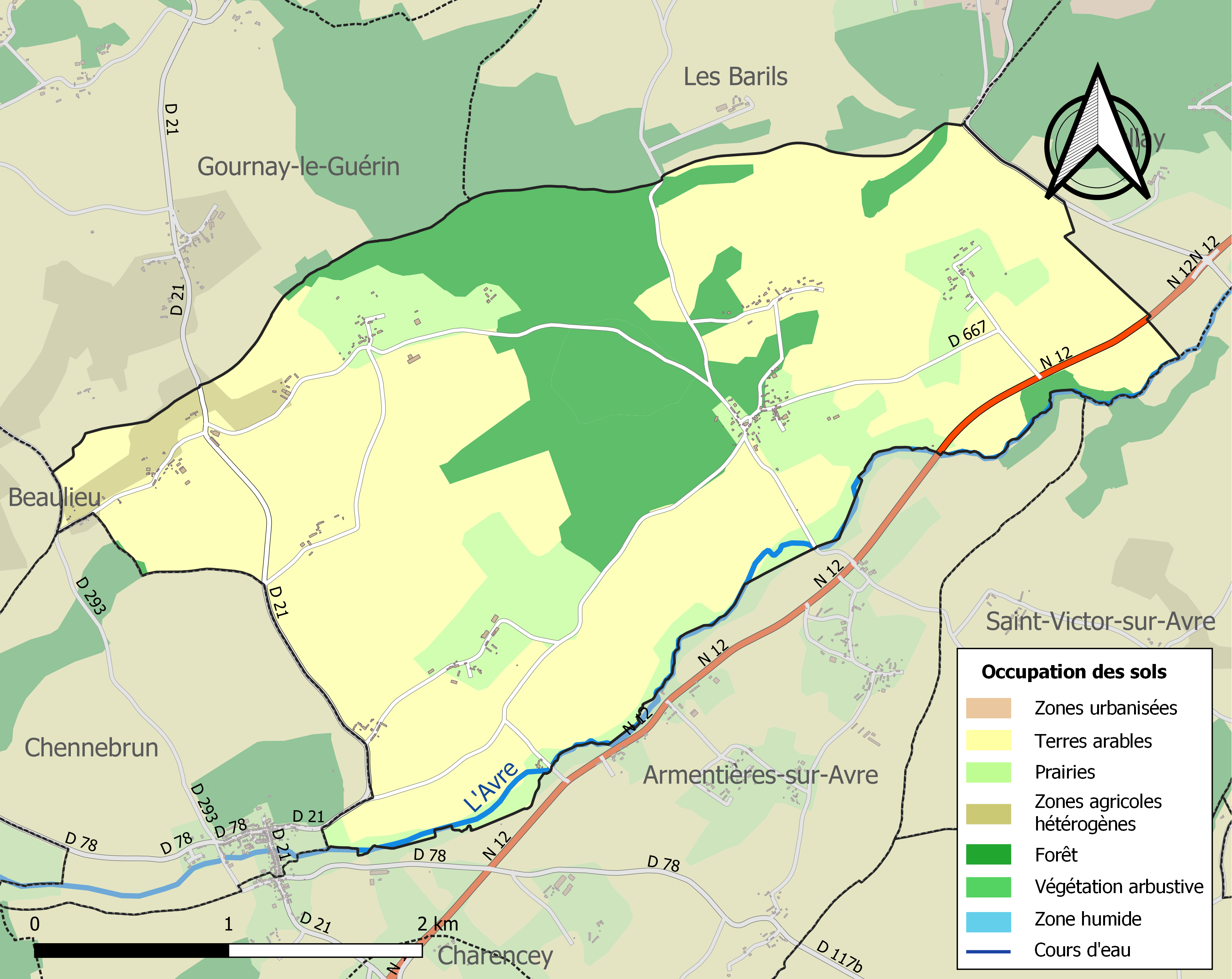
Carte des infrastructures et de l'occupation des sols de la commune en 2018 (CLC).

## Toponymie
Le nom de la localité est attesté sous la forme Sanctus Christoforus en 1127, Sanctus Christophorus en 1232 (cartulaire de Saint-Père de Chartres), Sanctus Christophorus juxta Quercum Brunam en 1275, Seint-Cristofle en 1281.
Saint-Christophe est un hagiotoponyme, l'église est dédiée à Christophe de Lycie.
L'Avre est une rivière qui prend sa source dans la région naturelle du Perche. Elle sert de frontière naturelle entre les régions Normandie et Centre-Val de Loire.

## Politique et administration
| Période                                  | Période  | Identité            | Étiquette | Qualité |
| ---------------------------------------- | -------- | ------------------- | --------- | ------- |
| mars 2001                                | En cours | Christophe Levesque | UMP-LR    | Médecin |
| Les données manquantes sont à compléter. |          |                     |           |         |

## Démographie
L'évolution du nombre d'habitants est connue à travers les recensements de la population effectués dans la commune depuis 1793. Pour les communes de moins de 10 000 habitants, une enquête de recensement portant sur toute la population est réalisée tous les cinq ans, les populations de référence des années intermédiaires étant quant à elles estimées par interpolation ou extrapolation. Pour la commune, le premier recensement exhaustif entrant dans le cadre du nouveau dispositif a été réalisé en 2008.

En 2022, la commune comptait 141 habitants, en évolution de −3,42 % par rapport à 2016 (Eure : −0,25 %, France hors Mayotte : +2,11 %).
| 1793 | 1800 | 1806 | 1821 | 1831 | 1836 | 1841 | 1846 | 1851 |
| ---- | ---- | ---- | ---- | ---- | ---- | ---- | ---- | ---- |
| 315  | 375  | 409  | 405  | 416  | 360  | 343  | 333  | 321  |

| 1856 | 1861 | 1866 | 1872 | 1876 | 1881 | 1886 | 1891 | 1896 |
| ---- | ---- | ---- | ---- | ---- | ---- | ---- | ---- | ---- |
| 319  | 301  | 299  | 285  | 284  | 266  | 271  | 254  | 240  |

| 1901 | 1906 | 1911 | 1921 | 1926 | 1931 | 1936 | 1946 | 1954 |
| ---- | ---- | ---- | ---- | ---- | ---- | ---- | ---- | ---- |
| 242  | 220  | 210  | 186  | 203  | 209  | 195  | 181  | 176  |

| 1962 | 1968 | 1975 | 1982 | 1990 | 1999 | 2006 | 2008 | 2013 |
| ---- | ---- | ---- | ---- | ---- | ---- | ---- | ---- | ---- |
| 163  | 148  | 138  | 142  | 152  | 151  | 150  | 150  | 152  |

| 2018 | 2022 | - | - | - | - | - | - | - |
| ---- | ---- | - | - | - | - | - | - | - |
| 139  | 141  | - | - | - | - | - | - | - |

## Culture locale et patrimoine

### Lieux et monuments
- Église Saint-Christophe.
- Ruines d'un château sur motte.

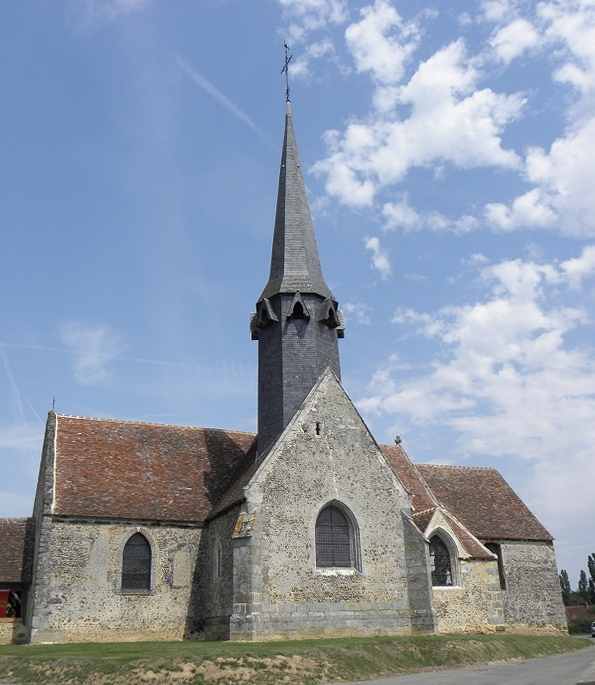
L'église paroissiale de Saint-Christophe-sur-Avre.

Cette commune possède une école primaire (CE2,CM1 et CM2). L'école se trouve dans la même enceinte que la mairie.

### Héraldique
| Blason de Saint-Christophe-sur-Avre | Blason  | Parti : au 1er de sinople à saint Christophe portant l'enfant Jésus sur l’épaule au naturel marchant dans une mer du champ, au 2d coupé, au I de gueules à deux léopards d'or armés et lampassés d'azur l'un au-dessus de l'autre, au II d'argent à une tour ruinée de tenné, maçonnée de sable et ouverte du champ. |
| Blason de Saint-Christophe-sur-Avre | Détails | Armes parlantes. Les deux léopards d'or sur champ de gueules rappellent les armes de la Normandie. |